# منتخب كندا الوطني لكرة السلة 3x3 للسيدات
منتخب كندا الوطني لكرة السلة 3x3 للسيدات (بالإنجليزية: Canada women's national 3x3 team) هو فريق لكرة السلة للسيدات يمثل كندا في منافسات كرة السلة 3×3 في البطولات الدولية، ويشرف عليه اتحاد كرة السلة الكندي، الهيئة الحاكمة لكرة السلة في كندا. تُلعب مباراة كرة السلة للسيدات ثلاثة ضد ثلاثة في نصف الملعب، حيث يُسدد كلا الفريقين على نفس الشبكة. تُحتسب التسديدات من خارج القوس بنقطتين، بينما تُحتسب الرميات من الداخل نقطة واحدة. الفائز هو الفريق الذي يحصل على أكبر عدد من النقاط بنهاية عشر دقائق، أو من يصل إلى 21 نقطة أولاً.
مثلت كل من كاثرين بلوف، ميشيل بلوف، كاسي بوش، بيج كروزون أول فريق يمثل كندا في رياضة كرة السلة 3×3 للسيدات في دورة الألعاب الأولمبية الصيفية 2024 في باريس، فرنسا منذ انضمام هذه الرياضة إلى البرنامج الأولمبي في دورة الألعاب الأولمبية الصيفية 2020. دخل منتخب كندا دورة ألعاب الأولمبية 2024 وهو المصنف الأول عالميًا في تصنيف الاتحاد الدولي لكرة السلة، على الرغم من أنه يحتل المركز الرابع في البطولة.
حصلت سيدات كندا على الميدالية الفضية في كرة السلة 3x3 في أول ظهور لهن في كأس العالم يعدما خسرنا أمام منتخب فرنسا مباراة الميدالية الذهبية لكأس العالم لكرة السلة 3x3 للسيدات 2022 في أنتويرب، بلجيكا، وجاءت خسارة الفريق بنتيجة 16-13 أمام فرنسا في مباراة الميدالية الذهبية ليحتل المركز الثاني، بعد فوزه على منتخب ليتوانيا بنتيجة 16-14 في الدور نصف النهائي.

## سجل الميداليات
| البطولة                     | ذهبية | فضية | برونزية | المجموع |
| --------------------------- | ----- | ---- | ------- | ------- |
| الألعاب الأولمبية           | —     | —    | —       | —       |
| بطولة العالم لكرة السلة 3x3 | 0     | 1    | 0       | 1       |
| كأس أمريكا 3x3              | 1     | 0    | 2       | 3       |
| ألعاب الكومنولث             | 1     | 0    | 0       | 1       |
| المجموع                     | 2     | 1    | 2       | 4       |

## الاداء التنافسي

### الألعاب الأولمبية الصيفية
| عام        | المركز           | لعب              | فوز              | خسارة            | اللاعبات                                      |
| ---------- | ---------------- | ---------------- | ---------------- | ---------------- | --------------------------------------------- |
| طوكيو 2020 | لم يتأهل للبطولة | لم يتأهل للبطولة | لم يتأهل للبطولة | لم يتأهل للبطولة | لم يتأهل للبطولة                              |
| باريس 2024 | المركز الرابع    | 10               | 5                | 5                | ميشيل بلوف، كاثرين بلوف، بيج كروزون، كاسي بوش |
| المجموع    | 1/2              | 10               | 5                | 5                |                                               |

### كأس العالم لكرة السلة 3x3
| السنة            | المركز           | لعب              | فوز              | خسارة            | اللاعبات                                      |
| ---------------- | ---------------- | ---------------- | ---------------- | ---------------- | --------------------------------------------- |
| أثينا 2012       | لم يتأهل للبطولة | لم يتأهل للبطولة | لم يتأهل للبطولة | لم يتأهل للبطولة |                                               |
| موسكو 2014       | لم يتأهل للبطولة | لم يتأهل للبطولة | لم يتأهل للبطولة | لم يتأهل للبطولة |                                               |
| غوانزو 2016      | لم يتأهل للبطولة | لم يتأهل للبطولة | لم يتأهل للبطولة | لم يتأهل للبطولة |                                               |
| نانت 2017        | لم يتأهل للبطولة | لم يتأهل للبطولة | لم يتأهل للبطولة | لم يتأهل للبطولة |                                               |
| بوكاوي 2018      | لم يتأهل للبطولة | لم يتأهل للبطولة | لم يتأهل للبطولة | لم يتأهل للبطولة |                                               |
| أمستردام 2019    | لم يتأهل للبطولة | لم يتأهل للبطولة | لم يتأهل للبطولة | لم يتأهل للبطولة |                                               |
| أنتويرب 2022     | المركز الثاني    | 8                | 6                | 2                | ميشيل بلوف، كاثرين بلوف، بيج كروزون، كاسي بوش |
| فيينا 2023       | المركز السادس    | 5                | 3                | 2                | ميشيل بلوف، كاثرين بلوف، بيج كروزون، كاسي بوش |
| أولان باتور 2025 | مؤهَل             | مؤهَل             | مؤهَل             | مؤهَل             |                                               |
| المجموع          | 2/8              | 13               | 9                | 4                |                                               |

### كأس أمريكا لكرة السلة 3x3
| السنة         | المركز        | لعب | فوز | خسارة |
| ------------- | ------------- | --- | --- | ----- |
| ميامي 2021    | المركز الثالث | 5   | 4   | 1     |
| ميامي 2022    | المركز الأول  | 5   | 4   | 1     |
| سان خوان 2023 | المركز الثالث | 5   | 3   | 2     |
| سان خوان 2024 | المركز الأول  | 5   | 5   | 0     |
| المجموع       | 4/4           | 20  | 16  | 4     |

## روابط خارجية
- الملف الاتحاد الدولي لكرة السلة